# Método de Scheffé
En estadística, el método de Scheffé, llamado así por el estadístico estadounidense Henry Scheffé, es un método para ajustar los niveles de significancia en un análisis de regresión lineal para tener en cuenta las comparaciones múltiples. Es particularmente útil en el análisis de varianza (un caso especial de análisis de regresión) y en la construcción de bandas de confianza simultáneas para regresiones que involucran funciones básicas. 
El método de Scheffé es un procedimiento de comparación múltiple de un solo paso que se aplica al conjunto de estimaciones de todos los posibles contrastes entre las medias de nivel de factor, no solo las diferencias por pares consideradas por el método de Tukey-Kramer. Funciona con principios similares al procedimiento Working-Hotelling para estimar respuestas medias en regresión, que se aplica al conjunto de todos los niveles de factores posibles. 

## El método
Aquí μ1, ... μ r  puede ser la media de alguna variable en r poblaciones disjuntas. 
Un contraste arbitrario se define por 
{\displaystyle C=\sum _{i=1}^{r}c_{i}\mu _{i}}
donde 
{\displaystyle \sum _{i=1}^{r}c_{i}=0.}
Si μ1, ...  μr  son todos iguales entre sí, entonces todos los contrastes entre ellos son 0. De lo contrario, algunos contrastes difieren de 0. 
Técnicamente hay infinitos contrastes. El coeficiente de confianza simultáneo es exactamente 1-α, si los tamaños de muestra de nivel de factor son iguales o desiguales. (Por lo general, solo un número finito de comparaciones son de interés. En este caso, el método de Scheffé suele ser bastante conservador, y la tasa de error familiar (tasa de error experimental) generalmente será mucho menor que α.)
{\displaystyle {\hat {C}}=\sum _{i=1}^{r}c_{i}{\bar {Y}}_{i}}
para el cual la varianza estimada es 
{\displaystyle s_{\hat {C}}^{2}={\hat {\sigma }}_{e}^{2}\sum _{i=1}^{r}{\frac {c_{i}^{2}}{n_{i}}},}
donde 
- ni  es el tamaño de la muestra tomada de la i-ésima población (aquella cuya media es μi), y
- {\displaystyle {\hat {\sigma }}_{e}^{2}} es la varianza estimada de los errores.

Se puede demostrar que la probabilidad es 1 - α que todos los límites de confianza del tipo 
{\displaystyle {\hat {C}}\pm \,s_{\hat {C}}{\sqrt {\left(r-1\right)F_{\alpha ;r-1;N-r}}}}
son simultáneamente correctos, donde, como siempre, N es el tamaño de toda la población. Draper y Smith, en su 'Análisis de regresión aplicada', indican que 'r' debe estar en la ecuación en lugar de 'r-1'. El deslizamiento con 'r-1' es el resultado de no permitir el efecto adicional del término constante en muchas regresiones. El hecho de que el resultado basado en 'r-1' es incorrecto se ve fácilmente considerando r = 2, como en una regresión lineal simple estándar. Esa fórmula se reduciría a una con la distribución t habitual, que es apropiada para predecir / estimar un solo valor de la variable independiente, no para construir una banda de confianza para un rango de valores del valor independiente. También tenga en cuenta que la fórmula es para tratar con los valores medios para un rango de valores independientes, no para comparar con valores individuales como los valores de datos individuales observados.

## Denotando la importancia de Scheffé en una tabla
Con frecuencia, las letras en superíndice se usan para indicar qué valores son significativamente diferentes usando el método Scheffé. Por ejemplo, cuando los valores medios de las variables que se han analizado utilizando un ANOVA se presentan en una tabla, se les asigna un superíndice de letras diferente en función de un contraste de Scheffé. Los valores que no son significativamente diferentes basados en el contraste de Scheffé post-hoc tendrán el mismo superíndice y los valores que son significativamente diferentes tendrán superíndices diferentes (es decir, 15a, 17a, 34b significarían que las variables primera y segunda difieren de la tercera variable pero no el uno al otro porque a ambos se les asigna el superíndice "a"). 

## Comparación con el método Tukey-Kramer
Si solo se realiza un número fijo de comparaciones por pares, el método Tukey-Kramer dará como resultado un intervalo de confianza más preciso. En el caso general de que muchos o todos los contrastes puedan ser de interés, el método Scheffé es más apropiado y proporcionará intervalos de confianza más estrechos en el caso de un gran número de comparaciones. 